# Route B6 (Chypre)
Pour les articles homonymes, voir B6 et Route B6.
La route B6 est une route chypriote reliant Limassol à Paphos,.

## Tracé
- Limassol
- Ypsonas
- Kolóssi
- Episkopí
- Pissoúri
- Tími
- Acheleia (en)
- Koloni (en)
- Paphos